# یواس‌اس د سوتو (۱۸۵۹)
یواس‌اس د سوتو (۱۸۵۹) (به انگلیسی: USS De Soto (1859)) یک کشتی بود که طول آن ۲۵۳ فوت (۷۷ متر) بود. این کشتی در سال ۱۸۵۹ ساخته شد.